# Tallinns tekniska universitet
Ej att förväxla med Tallinns universitet.
Tallinns tekniska universitet, estniska: Tallinna Tehnikaülikool (TTÜ), sedan 2003 internationellt känt under det engelska namnet Tallinn University of Technology (TalTech), är ett tekniskt universitet i Estlands huvudstad Tallinn. Det grundades 1918 och har universitetsstatus sedan 1936. Universitetet är ett av Estlands tre stora lärosäten och det enda tekniska universitetet i landet. Universitetet har huvudsakligen utbildningsinriktningar inom teknik och naturvetenskap, samt även utbildningar inom ekonomi och samhällsvetenskap.

## Historia
Universitetet har sitt ursprung i den ingenjörsskola som grundades av det Estniska ingenjörssällskapet 17 september 1918, och detta datum räknas som utbildningsinstitutionens grundande. Skolan blev Tallinns ingenjörshögskola (Tallinna Tehnikum) 1919, först i privat regi, och förstatligades 1920. Under början av 1920-talet var institutionen framgångsrik i etablerandet av en estniskspråkig teknisk terminologi och blev ett viktigt led i att göra det nyligen självständiga Estland mer oberoende inom ingenjörskonst och arkitektur; tidigare hade estländare studerat i Sankt Petersburg, Riga eller Tyskland. 1923 försvarades de första avhandlingarna i teknologi och samma år öppnades ett statligt materialprovningslaboratorium.
Skolan fick status som universitet genom beslut av riksäldsten Konstantin Päts 15 september 1936, som Tallinns tekniska institut. 1938 döptes den även om till Tallinns tekniska universitet. Under Estniska SSR (1941 och 1944-1989) gick universitetet under namnet Tallinns polytekniska institut (Tallinna Polütehniline Instituut).
2008 slogs International University Audentes (IUA) samman med universitetet, och 2014 beslutades även att den estniska sjöfartsakademin skulle införlivas i universitetet. 2017 slogs universitetet samman med Estlands informationsteknologiska högskola.
Universitetet har varit känt under flera förkortningar och kan förkortas TTÜ på estniska och TUT på engelska. Sedan 2018 använder man officiellt den engelskinfluerade förkortningen TalTech.